# Marek Głogoczowski
Marek Głogoczowski ps. „Gasienica” (ur. 17 czerwca 1942 w Zakopanem, zm. 15 marca 2024 tamże ) – polski filozof, pisarz, taternik, alpinista i himalaista , pierwszy polski zdobywca Denali .

## Życiorys

### Kariera naukowa

Mount McKinley (późniejsze Denali) w 2008 roku

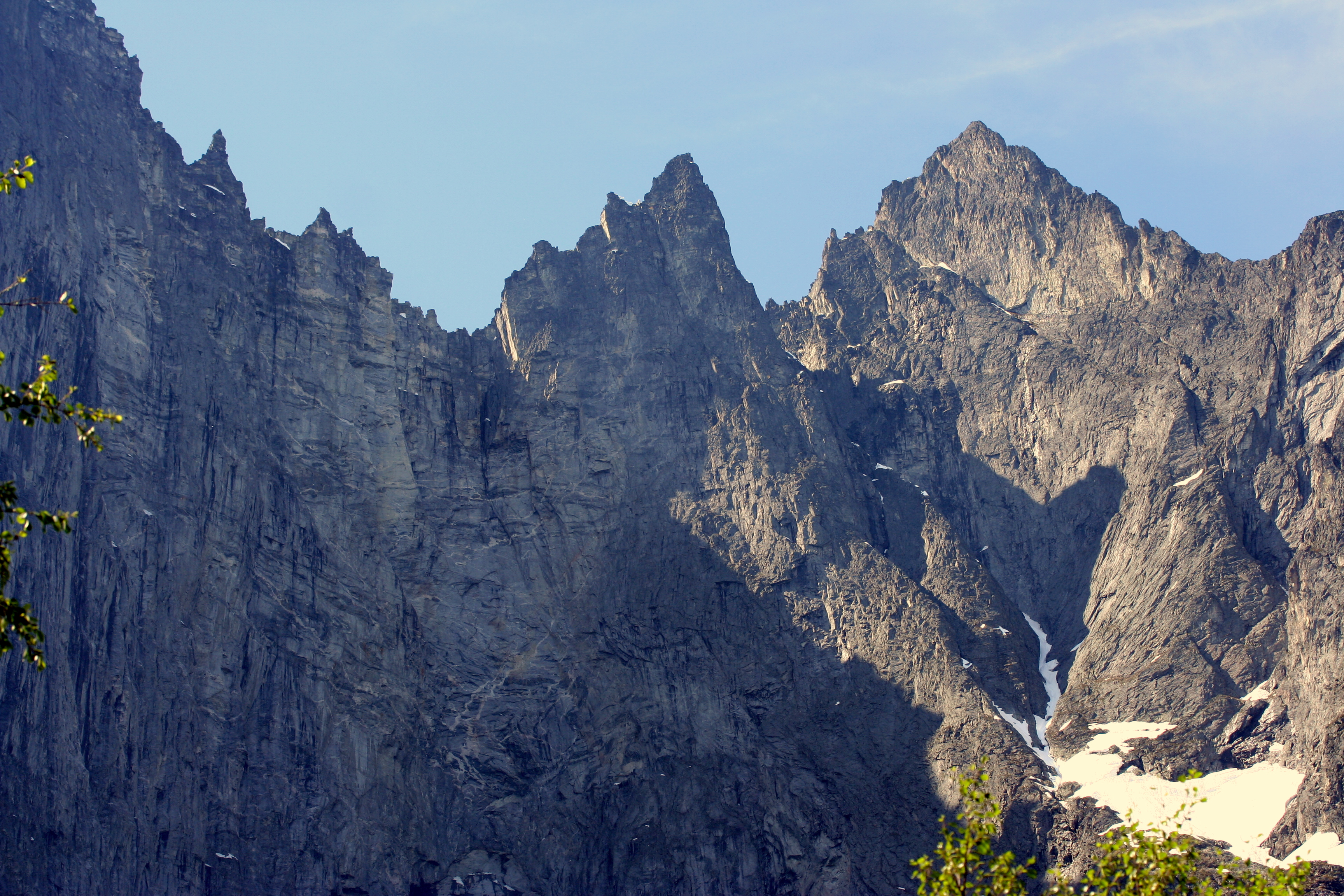
Trollveggen ze szczytem Brudgommen pośrodku w 2007 roku

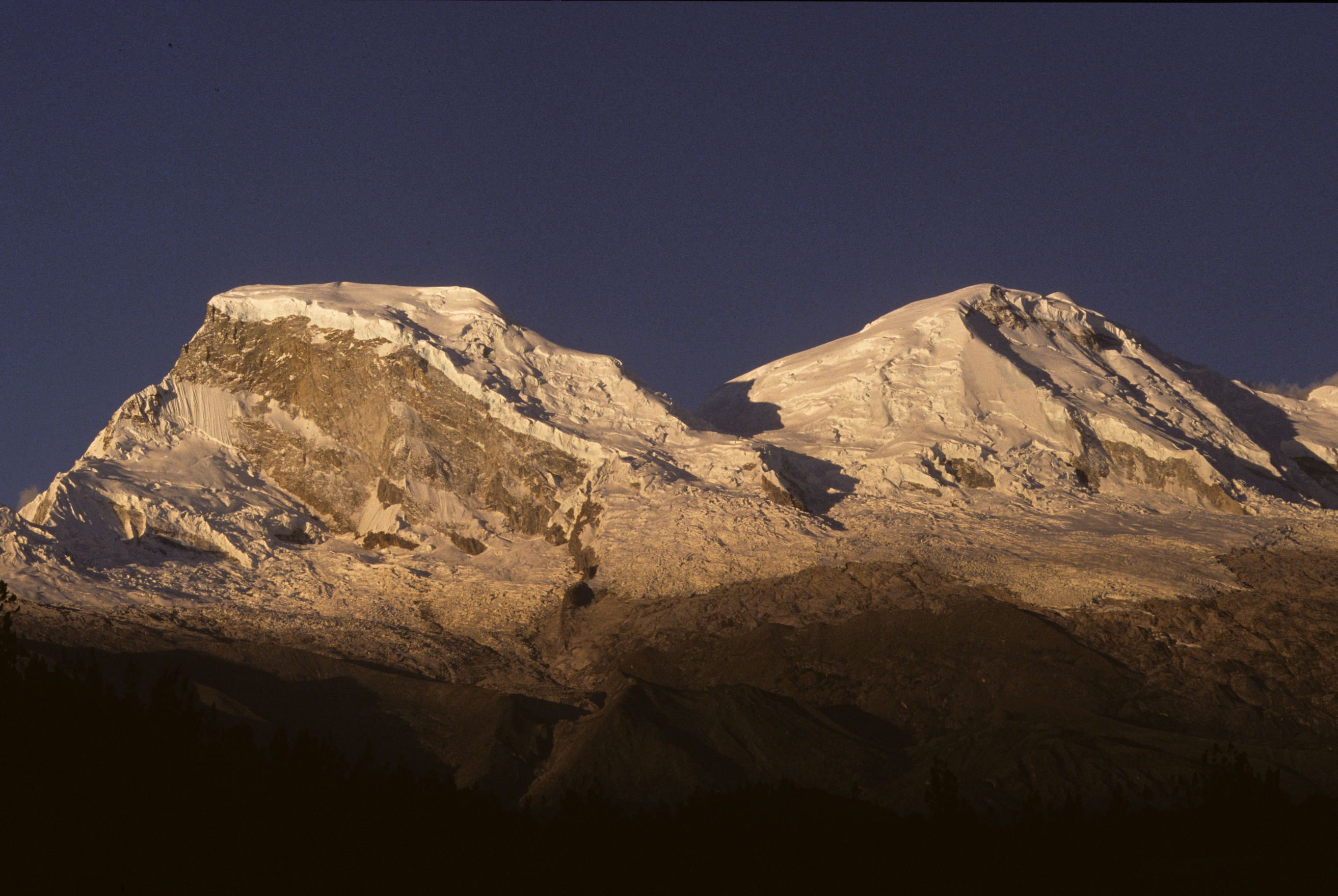
Huascarán Norte (po lewej) i Sur w 2005 roku

Ukończył fizykę na Uniwersytecie Jagiellońskim w 1965 roku. Pracował w Akademii Górniczo-Hutniczej w Krakowie w latach 1966–1967. Po wydarzeniach marcowych 1968 roku wyjechał z Polski. Pracował w Uniwersytecie Kopenhaskim w latach 1968–1969. Ukończył geofizykę na Uniwersytecie Kalifornijskim w Berkeley w 1969 roku i uzyskał tytuł magistra. Na tejże uczelni pracował w latach 1970–1972. Następnie został zatrudniony w Politechnice Federalnej w Lozannie . Zajmował się badaniami nad genetyką populacyjną i teorią ewolucji wraz z francuskimi badaczami: zoologiem Pierre-Paulem Grassém oraz Albertem Jacquardem na uniwersytetach w Genewie i Paryżu. W 1979 roku otrzymał stypendium rządu francuskiego na Université de Paris VII Diderot.
Pracował jako nauczyciel akademicki (asystent, wykładowca i starszy wykładowca) w Akademii Pomorskiej w Słupsku do przejścia na emeryturę w 2008 lub 2009 roku. W 2009 roku uzyskał stopień doktora filozofii politycznej na Uniwersytecie Śląskim w Katowicach .
W 2005 kandydował do Senatu w okręgu nr 23 z ramienia Organizacji Narodu Polskiego – Ligi Polskiej, zajmując 15 miejsce na 17 kandydatów.

### Osiągnięcia alpinistyczne
Od 1964 roku wspinał się w Tatrach, w 1966 roku został instruktorem taternictwa, w 1974 roku również instruktorem alpinizmu w Alpach Szwajcarskich .
Brał udział w wyprawach alpinistycznych na Alaskę, do Peru, Afganistanu, Nowej Zelandii, w góry Pamiru i Himalaje.
Wraz z Maciejem Kozłowskim i Andrzejem Paulo wszedł po raz pierwszy w historii wschodnim filarem na Brudgommen w masywie Trolltindane w Norwegii .
Dokonał pierwszego polskiego wejścia na Denali (wówczas Mount McKinley) w 1970 roku  wraz z Austriakiem Franzem . W 1972 roku zespół Głogoczowskiego wszedł północno-zachodnią granią na północny szczyt Huascaránu (Huascarán Norte) jako pierwszy, jednocześnie było to piąte zdobycie tego szczytu w historii.
W 1989 roku był jednym ze zwycięzców I edycji Memoriału Jana Strzeleckiego.

## Publikacje
Opublikował przeszło 200 artykułów dotyczących różnych dziedzin wiedzy, np. fizyki, czy religioznawstwa w różnych czasopismach, np. w „Dziś i Jutro”, „Kulturze”, „Polityce”, „Przeglądzie”, „Obywatelu” .

### Książki
- The not too divine comedy Chêne-Bourg, nakładem autora (Ed. Samizdat), 1974
- Etos bezmyślności. Wybór esejów naukowych i satyrycznych z paryskiej „Kultury”, „Aneksu”, „Twórczości”, „Polityki”, oraz innych, szkodliwych dla „dobrze myślących” obywateli..., Lewiatan, Kraków, 1991
- Jak „Janosik & Co.” prywatyzował Bank Światowy, a także list otwarty do Adama Michnika oraz inne teksty post-solidarnościowe (zbiór esejów), Kraków, 1992
- Atrapy oraz paradoksy nowoczesnej biologii, M.G., Kraków, 1993
- Wojna Bogów. Helios – Światowid kontra Jahwe – Hefajstos (esej religioznawczy, tłumaczenie słowackie pt. Vojna bohov, Nowy Celsus, Krakov 2003), Nowy Celsus, Kraków, 1996
- „Antyzoologiczna” filozofia społeczno-polityczna Noama Chomsky’ego (praca doktorska), Editions de Lamarck, Kraków 2002
- „Młot na Rozum” liberalnej demokracji – studium dehellenizacji kultury europejskiej. Zbiór esejów filozoficzno-geopolitycznych oraz biblioznawczych z początku XXI wieku, Świadectwo, Bydgoszcz 2007[2] [9]